# Gajdobra
Gajdobra (cyr. Гајдобра) – wieś w Serbii, w Wojwodinie, w okręgu południowobackim, w gminie Bačka Palanka. W 2011 roku liczyła 2578 mieszkańców.